# 28467 Maurentejamie
28467 Maurentejamie è un asteroide della fascia principale. Scoperto nel 2000, presenta un'orbita caratterizzata da un semiasse maggiore pari a 2,2366928 UA e da un'eccentricità di 0,1266875, inclinata di 6,97542° rispetto all'eclittica.